# Frigg Dorsa
I Frigg Dorsa sono una struttura geologica della superficie di Venere.